# RM Sistemas
A RM Sistemas foi uma das maiores empresas de informática do Brasil. Em abril de 2006, seu controle acionário passou às mãos da holding Totvs, a maior produtora de software de gestão do Brasil.

## Histórico
Fundada em 1986 na cidade de Belo Horizonte (Minas Gerais) sob o nome de RDM Processamento de Dados (o qual foi alterado para RM Sistemas em 1988), a empresa possui mais de 40 pontos de distribuição nas principais cidades brasileiras. A partir de 2002, passou a estar presente também em Portugal através da criação de escritório próprio.
De 2004 a 2006, foi eleita a Melhor Empresa de Software do Brasil pela revista Info Exame.